# Thomas Cronan
Thomas Cronan, vollständiger Name Thomas Francis „Tom“ Cronan, (* 24. April 1885 in Waterbury, Connecticut; † 16. Dezember 1962 ebenda) war ein US-amerikanischer Weit- und Dreispringer.
Bei den Olympischen Zwischenspielen 1906 in Athen gewann er Bronze im Dreisprung und wurde Sechster im Weitsprung.